# Nicolae Al. Rădulescu
Nicolae Al. Rădulescu (n. 22 octombrie 1905, Budești, Vrancea – d. 23 ianuarie 1989, București) a fost un geograf român, membru corespondent al Academiei Române.

## Biografie
A fost membru corespondent al Academiei de Științe din România începând cu 3 iunie 1941 .
În anul 1966 a luat fiinta Universitatea din Craiova careia i s-a integrat Institutul Agronomic si Institutul Pedagogic la care s-au adaugat si alte facultati. Din conducerea Institutului Pedagogic si anume din consiliul stiintific de conducere a făcut parte si distinsul geograf - Profesor univ. dr. doc. Nicolae Alexandru Radulescu ca prorector si decan ulterior.